# Gomberg-Radikalreaktion
Die Gomberg-Radikalreaktion ist eine Namensreaktion der organischen Chemie. Die Radikalreaktion wurde nach dem US-amerikanischen Chemiker Moses Gomberg (1866–1947) benannt. Gomberg beschrieb 1900 das erste beständige freie Radikal (genauer Triphenylmethylradikal, auch bekannt als Gomberg-Radikal). Hierbei handelt es sich um die erste Synthese eines organischen Radikals, wodurch ein neues Gebiet in der Chemie entstand.

## Übersichtsreaktion
Die Gomberg-Radikalreaktion dient der Herstellung des Triphenylmethyl-Radikals 2, durch Abstraktion eines Chlorradikals aus Triphenylchlormethan 1 unter dem Einfluss von Zink. Statt Zink können auch andere Metalle wie z. B. Silber verwendet werden. 

## Reaktionsmechanismus
Bei der Reaktion findet eine Ein-Elektronen-Übertragung vom Metall (im Beispiel Silber) auf das Triphenylchlormethan 1 statt. Durch diese Reduktion bildet sich ein Triphenylmethyl-Radikal 2.
Kombinieren zwei solche Triphenylmethyl-Radikale, erhält man ein Dimerisierungsprodukt.

## Dimerisierungsprodukt
Dem Dimerisierungsprodukt des Triphenylmethylradikals 2 wurde im Jahre 1900 von Gomberg die Strukturformel 3 zugeordnet.
1970 wurde mittels NMR-Spektroskopie nachgewiesen, dass das Dimersierungsprodukt kein Hexaphenylethan 3 ist, sondern ein unsymmetrisches Dimer: 3-Diphenylmethylen-6-triphenylmethyl-cyclohexa-1,4-dien 4: